# Martyrs de Cordoue
Les martyrs de Cordoue sont une cinquantaine de chrétiens mozarabes du IXe siècle exécutés par les autorités musulmanes d'Al-Andalus pour blasphème ou apostasie. Les exécutions ont lieu principalement à Cordoue, entre 850 et 859, par décapitation. 
Les actes détaillés de ces martyrs, principalement des moines mais également des laïcs, sont notamment décrits par l'évêque de Cordoue, Euloge, l'un des derniers à être martyrisés avant l'achèvement de la Reconquista.

## Histoire
La position musulmane se durcit vis-à-vis des dhimmis avec une pression fiscale accrue. Le pouvoir musulman refuse de reconstruire les églises détruites durant les émeutes du faubourg de Cordoue en 818. Abd al-Rahman II (822-852) impose l'apostasie des enfants chrétiens nés de couples mixtes. Des chrétiens s'ouvrent donc de gré ou de force à la culture musulmane et s'arabisent au grand dam de la hiérarchie épiscopale et des chrétiens opposants. La révolte la plus emblématique est celle des martyrs de Cordoue. Pour le pouvoir musulman andalou, la révolte des martyrs de Cordoue est considéré comme un mouvement de provocation. 
Il existe plusieurs interprétations modernes à cette vague de martyrs. C'est l'expression de « foyers de mouvements nationalistes » pour Évariste Lévi-Provençal ou d'une réaction aux persécutions religieuses, thèse soutenue par Francisco Javier Simonet, la réaction à une perte d'influence sous l'effet des conversions massives (Eduardo Manzano Moreno). Pour Pierre Guichard, cette révolte serait due à une société chrétienne se sentant culturellement menacée : 

« On peut donc penser que c'est la prise de conscience de l'étouffement progressif, à la fois physique et culturel, de leurs communautés qui conduisit une partie des élites chrétiennes au mouvement de provocation connu sous le nom de "Martyrs de Cordoue", des années 850 à 859, même si d'autres cas peuvent être relevés en deçà et au-delà de ces dates. Le premier martyr de cette période fut un prêtre, Perfectus, desservant d'une église de Cordoue. Discutant dans la rue avec des musulmans qui étaient "désireux de s'informer sur la foi catholique et de connaître son opinion sur le Christ et sur le Prophète Muhammad", il se serait laissé aller, au cours d'un débat, à d'imprudentes critiques envers l'islam et son fondateur, pour lesquelles il fut traduit en justice et puni de mort conformément à la loi islamique. L'épisode semble révélateur à la fois d'une réalité quotidienne de convivencia en principe assez paisible, où les fidèles des deux religions se côtoient et, apparemment, peuvent engager un dialogue y compris sur des problèmes religieux, et d'un certain durcissement de l'attitude des musulmans et de la condition des dhimmis [les non musulmans, placés par la loi dans un état d'infériorité] (...).
Dans la majorité des cas connus, cependant, l'initiative vient non pas des musulmans mais de chrétiens intransigeants qui se livrent publiquement et délibérément à des attaques contre l'islam passibles de mort [selon la loi du vainqueur], mais qui étaient susceptibles à leurs yeux de réveiller la conscience endormie de leurs coreligionnaires. Les autorités religieuses et politiques réagirent par la convocation d'un concile célébré [en fait : réuni] en 852, au cours duquel les évêques présents interdirent aux chrétiens de rechercher désormais le martyre [le martyre volontaire et le suicide étant normalement étrangers à la doctrine de l'Église]. Pour mettre fin au mouvement, il fallut cependant attendre l'exécution de son principal instigateur, le prêtre cordouan Euloge, élu métropolitain de Tolède, qui ne fut martyrisé qu'en 859. »

L'histoire des martyrs de Cordoue a été adaptée en roman par Bernard Domeyne, docteur en histoire. 

## Liste alphabétique des martyrs de Cordoue
- Abonde (saint) († 854), ou Abundius ; fêté le 11 juillet[7];
- Adolphe de Cordoue († ?), ou Adolphus et Jean ; fêté le 27 septembre[8],[9];
- Amateur, Pierre et Louis ;
- Anastase, Félix et Digne ou Digna († 853) ; fêtés le 14 juin[10],[11];
- Argimir († 856), ou Argimirus ou Argymirus ; fêté le 28 juin ;
- Aurea ou Aura ; fête le 19 juillet ;
- Bénilde († 853) ; fêtée le 15 juin ;
- Colombe († 853) ; fêtée le 17 septembre[12];
- Elias, Paul et Isidore († 856) ;
- Élodie et Nunilone († 851) ; fêtées le 22 octobre ;
- Emilas et Jérémie († 852) ;
- Euloge († 859) ; fête le 11 mars ;
- Fandilas († 853), ou Fandila ; fêté le 13 juin ;
- Flore et Marie de Cordoue († 851) ; fêtées le 24 novembre ;
- Gumesindus et Servusdei († 852) ;
- Isaac († 851) ;
- Laura († 864) ; fête le 19 octobre ;
- Léocritie ou Lucrèce († 859) ; fête le 15 mars[13];
- Léovigild et Christophe († 852) ;
- Aurèle (ou Aurelius) et son épouse Nathalie de Cordoue, son cousin Félix et sa femme Liliose, et Georges, moine levantin († 852) ; reliques du premier couple et de Georges transférées en France à l'abbaye Saint-Germain-des-Prés (dont Villeneuve-Saint-Georges, alors possession de l'abbaye) ; fêtés le 27 juillet
- Paul de Saint-Zoïlus († 851) ;
- Pierre, Walabonsus, Sabinien, Wistremundus, Habentius et Jérémie († 851) ;
- Parfait de Cordoue ou Perfectus († 850) ; fêté le 18 avril ;
- Pomposa ou Pompose, une moniale de Peñamelaria († 835) ;
- Pomposa ou Pompose, une autre moniale de Peñamelaria († 835) ;
- Rodrigue ou Rudericus et Salomon († 857) ; fêtés le 13 mars ;
- Rogellus et Servus-Dei († 852) ;
- Sancho ou Sanctius ou Sancius († 851) ;
- Sandila ou Sandalus ou Sandolus ou Sandulf († 855) ;
- Sisenandus († 851) ;
- Théodemir († 851) ;
- Witesind ou Witesindus († 855).